# أندرياس كش ناغي
أندرياس كش ناجي (بالألمانية: András Kiss Nagy) (و. 1930 – 1997 م) هو نحات، وميدالي ‏ مجري، توفي في بودابست، عن عمر يناهز 67 عاماً.

## جوائز
حصل على جوائز منها:
- نيشان الفنون والآداب من رتبة قائد (17 يناير 2013)[1]
- جائزة المنافسة العامة  [لغات أخرى]‏ (1946)